# Rasiguères
Rasiguères település Franciaországban, Pyrénées-Orientales megyében. Lakosainak száma 166 fő (2022. január 1.). Rasiguères Maury, Planèzes, Cassagnes, Caramany, Lansac és Lesquerde községekkel határos.

## Népesség
A település népessége az elmúlt években az alábbi módon változott:
| Lakosok száma | 172  | 159  | 156  | 152  | 151  | 151  | 156  | 161  | 166  |
|               | 2013 | 2015 | 2016 | 2017 | 2018 | 2019 | 2020 | 2021 | 2022 |